# Olallamys
Olallamys (Emmons, 1988) è un genere di roditori della famiglia dei Echimiidi.

## Descrizione

### Dimensioni
Al genere Olallamys appartengono roditori di grandi dimensioni, con la lunghezza della testa e del corpo tra 180 e 240 mm e la lunghezza della coda tra 250 e 350 mm.

### Caratteristiche craniche e dentarie
Il cranio presenta un rostro corto e largo, la regione inter-orbitale è ampia, con i margini rialzati che si estendono posteriormente. il palato è stretto, i fori sono piccoli. I denti masticatori hanno la corona bassa, hanno quattro radici e sono notevolmente larghi.
Sono caratterizzati dalla seguente formula dentaria:

### Aspetto
La pelliccia è soffice, le parti dorsali sono generalmente bruno-rossastre mentre le parti ventrali sono bianche o gialle. Le zampe hanno dita munite di artigli eccetto il secondo dito dei piedi, fornito di un'unghia obliqua ed asimmetrica. I piedi sono corti e larghi. La coda è molto più lunga della testa e del corpo, è cosparsa di pochi peli, più scura sopra e più chiara sotto e all'estremità.

## Distribuzione
Si tratta di roditori arboricoli diffusi nelle regioni andine della Colombia e del Venezuela occidentale.

## Tassonomia
Il genere comprende 2 specie.
- Olallamys albicaudus
- Olallamys edax